# Терзина
Терзи́на (Tersina viridis) — вид горобцеподібних птахів родини саякових (Thraupidae). Мешкає в Панамі і Південній Америці. Це єдиний представник монотипового роду Терзина (Tersina).

## Опис

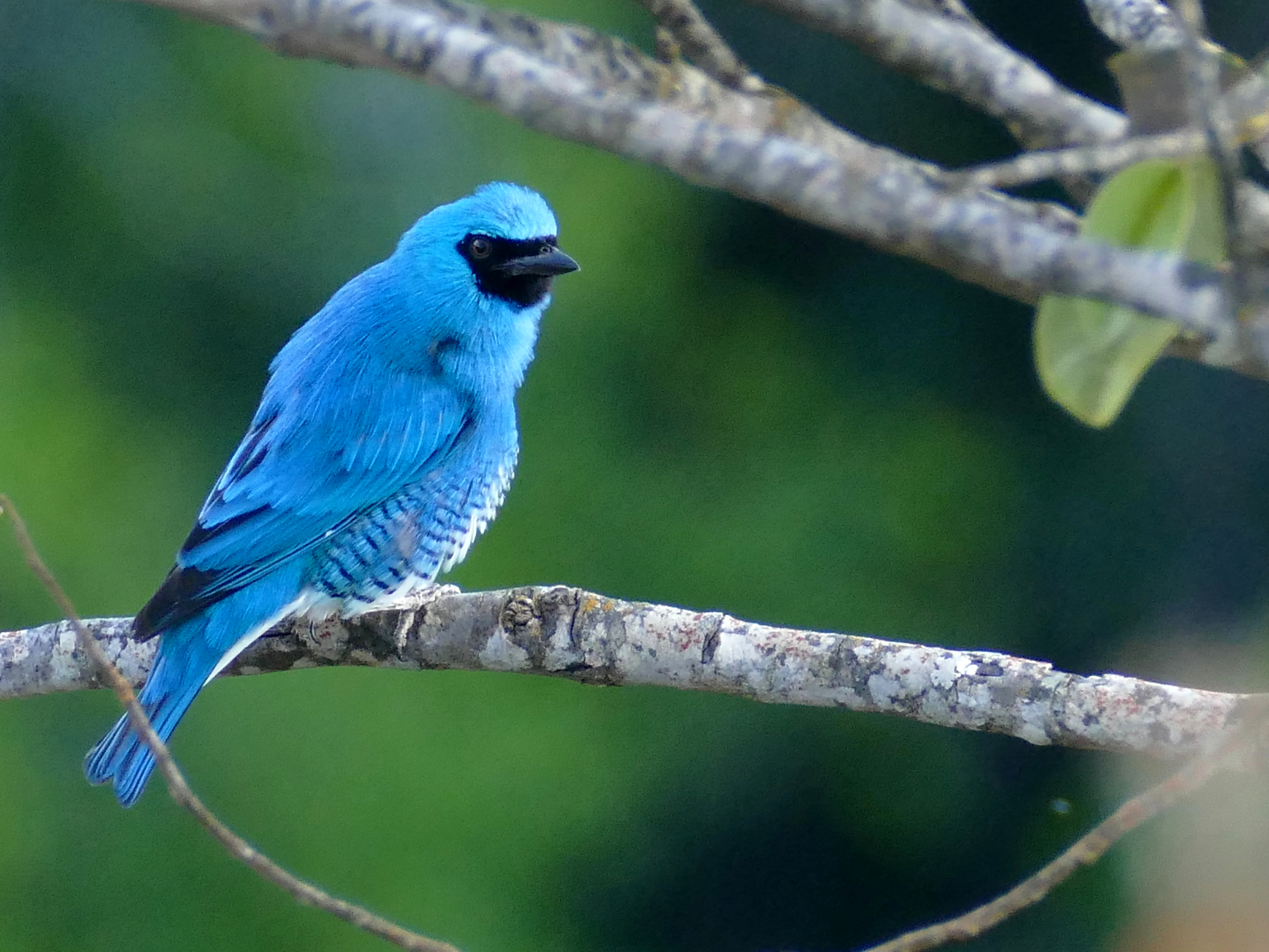
Самець терзини

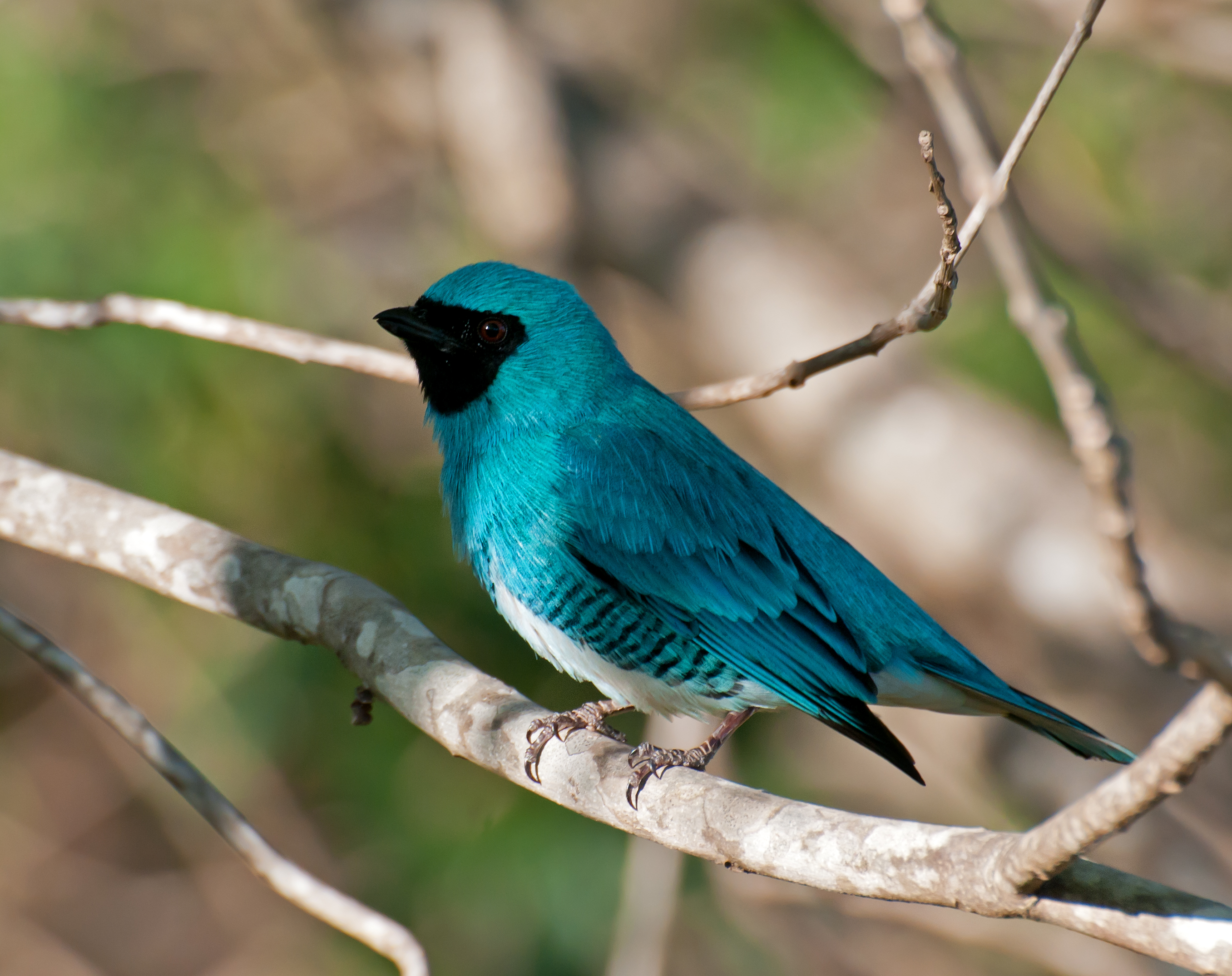
Самець терзини

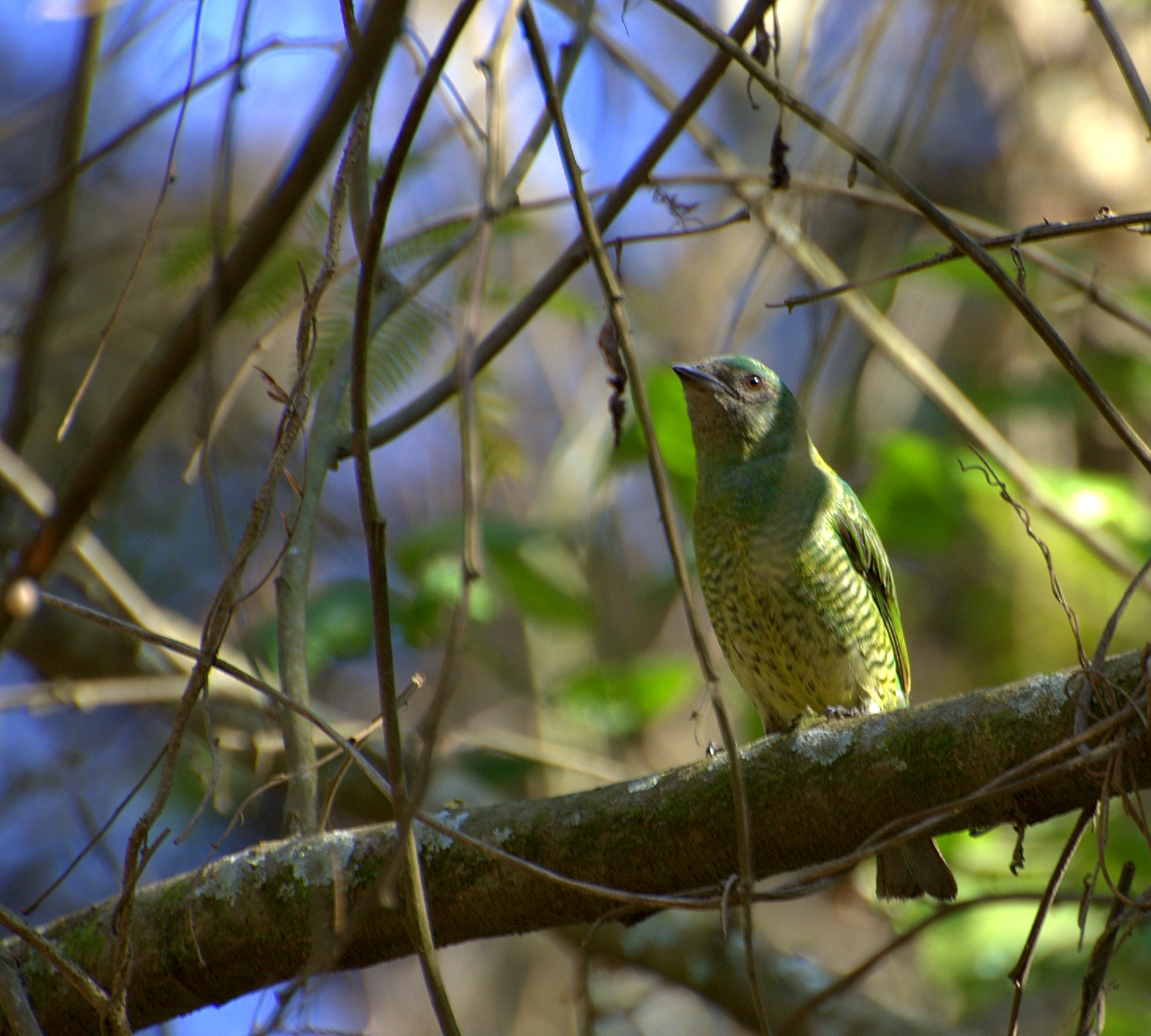
Самиця терзини

Довжина птаха становить 14-15 см. Виду притаманний статевий диморфізм. Самці мають яскраво-бірюзово-синє забарвлення з металевим відблиском. На обличчі і горлі у них чорна "маска". Центральна частина живота, гузка і нижні покривні пера хвоста білі, живіт з боків поцяткований горизонтальними чорними смужками, кінчики крил чорні. Дзьоб металево-сріблястий, лапи чорні. У самиць верхня частина тіла яскраво-зелена, нижня частина тіла зеленувато-жовта, поцяткована чорними смужками. Обличчя і горло буруваті. Дзьоб металево-чорний.

## Підвиди
Виділяють три підвиди:
- T. v. grisescens Griscom, 1929 — гірський масив Сьєрра-Невада-де-Санта-Марта на півночі Колумбії;
- T. v. occidentalis (Sclater, PL, 1855) — від східної Панами до Венесуели, Гвіани, Бразилії і північно-західної Аргентини, острів Тринідад;
- T. v. viridis (Illiger, 1811) — східна і південна Бразилія, південно-східна Болівія, Парагвай і північний схід Аргентини.

## Поширення і екологія
Терзини мешкають в Панамі, Колумбії, Еквадорі, Перу, Болівії, Бразилії, Венесуелі, Гаяні, Суринамі, Французькій Гвіані, Аргентині, Парагваї та на Тринідаді і Тобаго. Вони живуть на узліссях вологих тропічних лісів, в рідколіссях, галерейних лісах і вторинних заростях. Зустрічаються парами або невеликими розрідженими зграйками до 12 птахів, на висоті до 1600 м над рівнем моря.

## Поведінка
Терзини живляться ягодами і плодами, яких шукають на землі, а також комахами, яких ловлять в польоті, зокрема термітами, кониками і мурахами. Вони вирізняються серед інших саякових тим, що розміщують свої гнізда в норах на берегах річок або в тріщинах серед скель. В кладці від 2 до 4 яєць. Інкубаційний період триває 12-18 днів, насиджують лише самиці. Пташенята покидають гніздо через 24 дні після вилуплення.